# عبد الرحمن العطاوي
أبو نواف عبد الرحمن بن سعود العطاوي هو شاعر شعبي سعودي من أهل الترحال والبادية، يُلقب بـ شاعر هوازن، صنف في المركز الأول في مجال الشعر الشعبي، وله الكثير من الأبيات الشعرية الشهيرة، وهو صاحب ديوان شاعر هوازن.

## حياته
ولد عبد الرحمن العطاوي في بلدة نفي بعالية نجد عام 1361 هـ، كان والده شاعرًا، وحضر فتح الطائف وجدة وغزوة العيص.